# 李冬妮
李冬妮（1954年—），满族，中华人民共和国政治人物、第十一届全国政协委员。
担任江西科技师范学院副院长。2008年，当选第十一届全国政协委员，代表社会科学界，分入第三十三组。